# 塞梅尼夫卡 (尼科波爾區)
47°48′19″N 34°40′58″E / 47.80528°N 34.68278°E
塞梅尼夫卡，是烏克蘭中部的村莊，隸屬第聶伯羅彼得羅夫斯克州尼科波爾區的托馬基夫卡市鎮。該村分別距離彼得里夫卡1.5公里和托皮拉2.5公里，海拔高度44米，2001年人口290。